# 8244 Mikolaichuk
A 8244 Mikolaichuk (ideiglenes jelöléssel 1975 TO2) a Naprendszer kisbolygóövében található aszteroida. Ljudmila Ivanovna Csernih fedezte fel 1975. október 3-án.